# Hannah (pel·lícula de 2011)
Hanna és un thriller d'acció de 2011 dirigit per Joe Wright. La pel·lícula està produïda per estudis cinematogràfics europeus i estatunidencs i protagonitzada per Saoirse Ronan, Cate Blanchett i Eric Bana.

## Argument
Hanna Heller (Saoirse Ronan) és una adolescent de 16 anys que ha viscut tota la seva vida a les regions més remotes de Finlàndia amb el seu pare, Erik Heller (Eric Bana). Des de ben petita, Hanna ha estat entrenada per Erik per esdevenir una assassina. Mai no ha estat en contacte amb altres humans ni tampoc coneix les noves tecnologies. Només té un objectiu al cap: matar a la Marissa Wiegler, la dona que va assassinar la seva mare. Però, quan li arriba el moment d'aplicar els seus coneixements, Hanna coneix una família itinerant amb noia de la seva edat i descobreix el valor de l'amor i l'amistat.

## Repartiment
| Intèrpret       | Personatge      |
| --------------- | --------------- |
| Saoirse Ronan   | Hanna Heller    |
| Eric Bana       | Erik Heller     |
| Cate Blanchett  | Marissa Wiegler |
| Tom Hollander   | Isaacs          |
| Olivia Williams | Rachel          |
| Jessica Barden  | Sophie          |

## Producció
La pel·lícula va ser rodada a diferents llocs de Finlàndia, Marroc i Alemanya. Entre aquests, destaquen el Llac Kitka de Kuusamo al nord-est de Finlàndia i les ciutats d'Ouarzazate i Essaouira del Marroc. A Alemanya, l'equip cinematogràfic es va desplaçar al poble de Bad Tölz, a Spreepark que és un parc d'atraccions abandonat, i al carrer Reeperbahn d'Hamburg. Tot i així, la major part del rodatge va tenir lloc a l'Estudi Babelsberg de Berlín.
Danny Boyle i Alfonso Cuarón van ser els primers directors cinematogràfics que van sonar a la premsa per dirigir aquesta història. Al final però, i després que l'actriu Saoirse Ronan instés als productors a considerar a Joe Wright, es va acabar confirmant que seria aquest el que se n'encarregaria. El seu objectiu va ser crear un thriller d'aventures combinat amb els elements foscos dels contes de fades.

## Crítica
- Hanna és un conte de fades amb la velocitat d'un llamp, acció desbordada i seriositat xocant, conduïda pel ritme electrònic de la hipnòtica banda sonora dels Chemical Brothers (Peter Travers: Rolling Stone).
- Una de les pel·lícules d'acció més fredes dels últims anys i un estrany instrument perquè Saoirse Ronan s'hi pugui lluir; una hàbil actriu que és una de les poques joves intèrprets capaces d'unir l'acció amb l'actuació (Scott Bowles: USA Today).
- Hanna és, en certa forma, ridícula. Però la manera que té Joe Wright de combinar les seves imatges i distribuir la narració és hipnòtica i tan seductora que vagi on vagi la pel·lícula, volem seguir-la (John Anderson: Variety).
- Un thriller de primera classe sobre els inconvenients de l'educació a casa. (...) [Wright] demostra que les pel·lícules d'acció no tenen per què tenir sentit (Roger Ebert: Chicago Sun-Times).
- Wright converteix aquesta teranyina narrativa en una experiència sensorial aclaparant. (...) una obra fascinant (i eminentment cool) que compta amb unes superbes Cate Blanchett i Saoirse Ronan (Noel Ceballos: Fotogramas).
- La trama no tarda a delatar que Wright no està buscant aquí res més que passar-s'ho molt bé. Afortunadament, les seves ganes de festa es manifesten en la pantalla (Jordi Costa: Diari El País).